# Bandera de Nueva Zelanda
La bandera de Nueva Zelanda es un paño de color azul con la bandera del Reino Unido en el cantón y cuatro estrellas rojas fileteadas de blanco, que representan la constelación de la Cruz del Sur, en el batiente. Las proporciones de la bandera son 1:2 y sus colores son rojo (Pantone 186), azul Francia (Pantone 280) y blanco (Pantone 1). Las proporciones y colores son idénticos a los de la bandera británica. Además de esta bandera nacional, tiene dos pabellones nacionales, uno civil y otro de guerra. Son prácticamente iguales a la bandera nacional, variando únicamente el color del paño; rojo en la civil, con las estrellas blancas, y blanco en la de guerra, con las estrellas rojas.
La historia de la bandera de esta nación se remonta a 1834, cuando los pueblos aborígenes de Nueva Zelanda eligieron la primera enseña. La bandera que sigue siendo utilizada hoy en día fue introducida en 1869, aunque no fue adoptada oficialmente hasta 1902.
Se ha propuesto en diversas ocasiones cambiar la bandera neozelandesa para adoptar un nuevo diseño. Se han dado muchos argumentos a favor del cambio, por ejemplo, que la bandera actual ignora el legado maorí y de los otros pueblos de la nación. De la misma forma, se han presentado argumentos en contra del cambio, entre ellos que la bandera ha sido utilizada durante mucho tiempo y que ha sido la bandera que muchos neozelandeses han luchado por defender, y que cambiarla sería una ofensa para ellos. Entre noviembre de 2015 y marzo de 2016 se llevaron a cabo dos referéndums acerca de este cambio de bandera, que concluyeron en mantener el ejemplar actual.

## Historia

Una bandera propuesta que no fue adoptada por los maoríes, debido a su inclusión de la bandera británica y su falta de color rojo.

Bandera de las Tribus Unidas de Nueva Zelanda

La necesidad de una bandera para Nueva Zelanda se hizo evidente por primera vez cuando el buque de carga Sir George Murray, construido en Hokianga, fue capturado por oficiales aduanales en el puerto de Sídney. El barco había estado navegando sin bandera, lo que era una violación a las leyes de navegación británicas. Las embarcaciones neozelandesas no podían ostentar banderas británicas debido al estatus colonial de Nueva Zelanda. Entre los pasajeros en aquella nave se encontraban dos jefes maoríes de alto rango, posiblemente llamados Patuone y Taonui. La detención del barco despertó la indignación del pueblo maorí. A menos que una bandera fuera elegida, los barcos continuarían siendo detenidos.
La primera bandera neozelandesa fue seleccionada el 20 de marzo de 1834 en una reunión convocada por el representante británico James Busby a través de una votación realizada por las Tribus Unidas de Nueva Zelanda en un encuentro de 25 jefes maoríes, quienes más tarde hicieron la declaración de independencia de Nueva Zelanda, en Waitangi en 1835. Tres banderas fueron propuestas, todas ellas diseñadas supuestamente por el misionero Henry Williams, quien jugaría un papel importante en la traducción del Tratado de Waitangi en 1840. Los jefes rechazaron otras dos propuestas que incluían a la bandera británica, para apoyar a una bandera que era una modificación de la Cruz de San Jorge. La bandera sería conocida como Pabellón Blanco y sería la llamada bandera de las Tribus Unidas de Nueva Zelanda. La necesidad de una bandera era apremiante, no solo porque las naves neozelandesas estaban siendo incautadas en Sídney por no ondear una bandera nacional, sino también como símbolo de la independencia declarada por los jefes maoríes.
La bandera sigue ondeando en el asta de Waitangi, y puede ser vista en el Día de Waitangi.

### Bandera del Reino Unido
Después de firmar el Tratado de Waitangi, la bandera británica fue usada como bandera oficial, aunque la antigua bandera de las Tribus Unidas continuó siendo utilizada por algunos barcos de Nueva Zelanda y en muchos casos también en tierra. La sede de la Compañía de Nueva Zelanda en Wellington, por ejemplo, continuó usando la bandera de las Tribus Unidas hasta que el gobernador William Hobson les ordenó reemplazarla en 1841.

### Banderas basadas en la bandera británica

Primera bandera neozelandesa basada en la del Reino Unido

La primera bandera neozelandesa basada en la bandera del Reino Unido fue introducida en 1867 después del Acta Colonial de Defensa Naval de 1865, en la cual se requería que todas las naves que fueran propiedad de los gobiernos coloniales ostentaran la enseña azul alterada de la Marina Real británica, que además debía incluir una insignia colonial. Nueva Zelanda no tenía insignia colonial, ni un escudo propio, por lo que fueron añadidas las letras "NZ" a la enseña azul.
La bandera actual fue introducida en 1869. Inicialmente fue usada solo en naves del gobierno, pero fue adoptada como la bandera nacional de facto después de un surgimiento de patriotismo a partir de la segunda guerra de los bóeres en 1902. Para acabar con la confusión entre varios diseños de la bandera, el Gobierno Liberal redactó un documento oficial aprobado por el rey Eduardo VII el 24 de marzo de 1902 en el que se declaraba a esta bandera como la bandera nacional de Nueva Zelanda. El diseño de la bandera de las Tribus Unidas también está presente en el reverso de las medallas entregadas a los soldados que sirvieron en la guerra de los bóeres, lo que indica que la bandera de las Tribus Unidas seguía siendo usada en Nueva Zelanda alrededor de esta época.

## Estructura y color

### Construcción

Diseño de la bandera de Nueva Zelanda

La bandera de Nueva Zelanda mide 240 cm de ancho por 120 cm de alto, mientras que la bandera británica que presenta ocupa exactamente un cuarto de la totalidad su área, con unos 120 cm de ancho por 60 cm de alto. La bandera del Reino Unido se ubica en la esquina superior izquierda de la bandera y muestra los detalles de una bandera de proa. Los otros elementos existentes son las cuatro estrellas con bordes blancos de 1 cm de espesor que se encuentran ocupando la parte derecha de la bandera. Su formación representa la constelación de la Cruz del Sur, aunque esta formación no se ajusta del todo a la realidad. Las estrellas forman dos ejes: uno que va del centro de la estrella superior a la estrella inferior, y otro que va de la estrella izquierda a la estrella derecha. El primer eje, que es vertical, es perpendicular al borde superior de la bandera, mientras que el eje horizontal es oblicuo al borde lateral. En la parte superior, con 12 cm de ancho, aparece la Gacrux, su centro a 24 cm del borde superior de la bandera. Más abajo, con 14 cm de ancho, se encuentra la Acrux, estando su centro a 96 cm del borde superior. Las otras dos estrellas se encuentran dispuestas de forma asimétrica y están, geométricamente, en una rotación de 82° en el sentido negativo con respecto al eje vertical. A la derecha está la Decrux, con un ancho de 10 cm a una distancia de 24 cm de la intersección los ejes de las estrellas, y a la izquierda aparece la Becrux, la cual tiene un ancho de 12 cm a una distancia de 28 cm de la intersección mencionada.

### Colores
En todos los pabellones de Nueva Zelanda se reproducen los colores basados en los colores de la bandera británica. La información de colores en HTML, así como en RGB, CMYK y Pantone no corresponde exactamente a las mismas tonalidades, pero son aproximados.
| Color | Nombre | HTML    | RGB         | CMYK        | Pantone |
| ----- | ------ | ------- | ----------- | ----------- | ------- |
|       | Azul   | #000066 | 0-0-102     | 100-70-0-20 | 280 C   |
|       | Rojo   | #CC0000 | 204-0-0     | 0-100-80-5  | 186 C   |
|       | Blanco | #FFFFFF | 255-255-255 | 0-0-0-0     | 1 C     |

## Legislación
La bandera nacional es definida oficialmente en el Acta de Protección de Banderas, Emblemas y Nombres de 1981. La sección 5(2) la considera «el símbolo del Reino, Gobierno y pueblo de Nueva Zelanda».

### Propuesta de afianzamiento
En 1995 el entonces primer ministro de Nueva Zelanda Jim Bolger hizo declaraciones en apoyo a un movimiento orientado a la instauración de una república en Nueva Zelanda. En respuesta, el diputado del Partido Cristiano Demócrata Graeme Lee presentó una Enmienda para la Protección de Banderas, Himnos, Emblemas y Nombres. De ser aprobada, la Enmienda habría afianzado el Acta que regula la bandera, incluyendo además a los himnos de Nueva Zelanda, y hubiera hecho necesaria una mayoría del 65 % de los votos en el Parlamento antes de que cualquier legislación futura pudiera modificar la bandera. La Enmienda fue aprobada en su primera presentación pero no superó la segunda, en la que obtuvo 26 votos a favor y 37 en contra.

## Debate

La bandera ganadora del primer referéndum, pero derrotada en el segundo referéndum en el cual se enfrentó con la actual bandera.

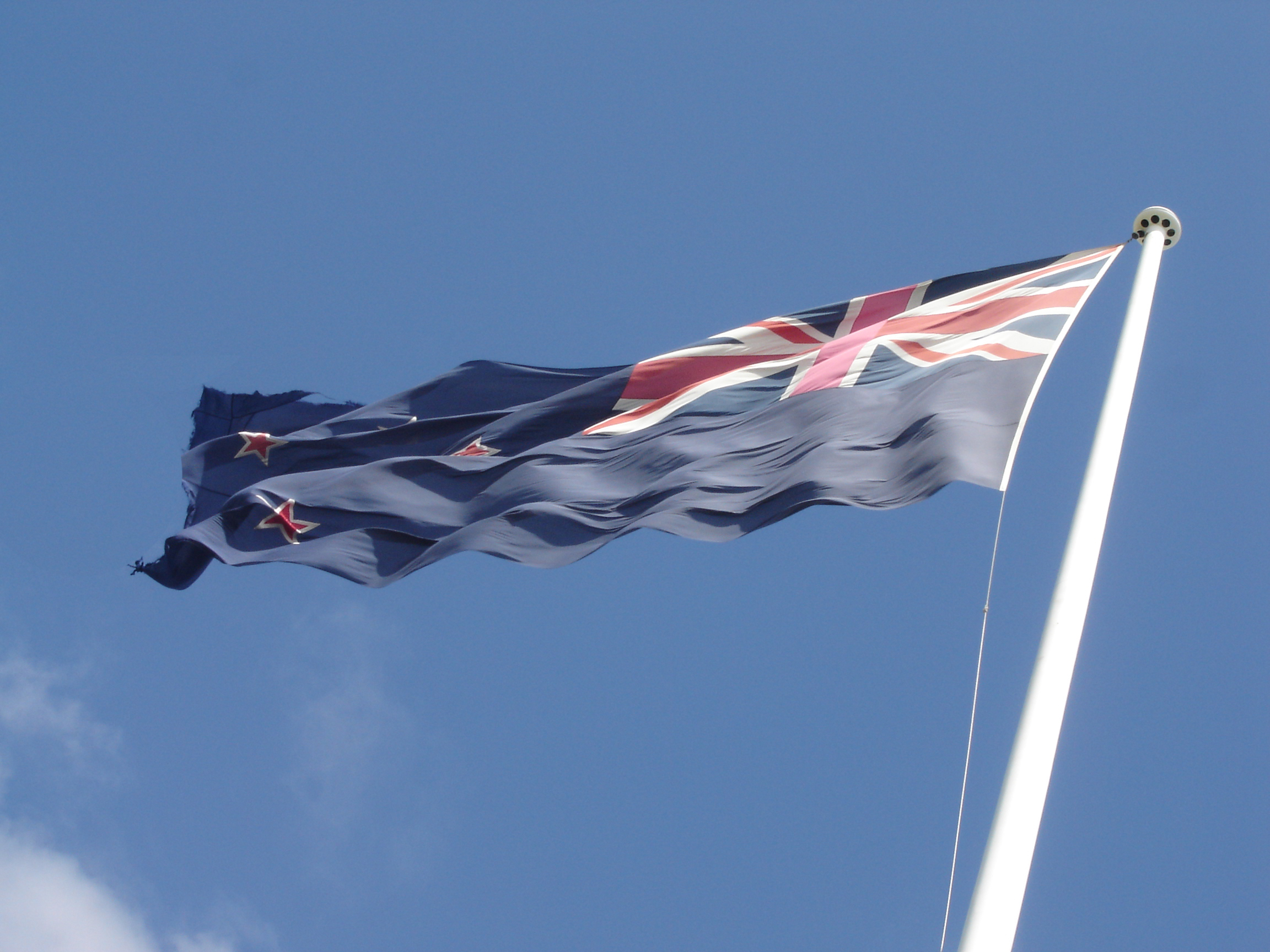
Una gran bandera nacional sobre el Aeropuerto Internacional de Auckland

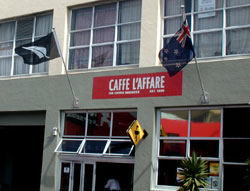
La bandera del helecho plateado en ocasiones es utilizada junto con la bandera oficial

Por muchos años se han propuesto diseños para una nueva bandera para Nueva Zelanda. En noviembre de 1979 el ministro de Asuntos Interiores, Allan Highet, sugirió que el diseño de la bandera debía ser cambiado, y buscó un artista para diseñar una nueva bandera que incluyera un helecho plateado. La propuesta, no obstante, atrajo poco interés. En 1998 la primera ministra Jenny Shipley apoyó la petición de la ministra de Cultura Marie Hasler para un cambio de bandera. Shipley, junto con el Departamento de Turismo de Nueva Zelanda, apoyaron la propuesta de la bandera con el helecho plateado, usando un helecho plateado de color blanco sobre un fondo negro como posible bandera alternativa, junto con las barras de la bandera de Canadá.
En 2003, la Fundación NZ Flag fue fundada con el objetivo de realizar un referéndum no vinculante acerca del tema. Según la legislación de Nueva Zelanda, un referéndum puede ser celebrado si el 10 % de los electores firman una petición que debe ser presentada ante el Parlamento. La Fundación envió su petición para tal referéndum en 2005.
En respuesta a la petición, el Instituto de la Bandera de Nueva Zelanda fue creado para oponerse a la campaña del referéndum y promover la bandera oficial, así como para ofrecer una visión más formal de la bandera. Sorprendentemente, una asociación para veteranos de guerra conocida como RSA no apoyó abiertamente a la bandera oficial en su conferencia anual, pidiendo en cambio que «... la política se dejara fuera del debate». Esta actitud fue no obstante criticada por ramas individuales de la propia RSA, las cuales apoyaban a la bandera actual.[cita requerida]
La petición falló en su intento de recolectar suficientes firmas (alrededor de 100 000 personas firmaron la petición) a tiempo para la elección general en septiembre de 2005 y fue retirada en julio. La Fundación citó la apatía pública hacia el cambio como la principal razón para retirar la petición. El Instituto de la Bandera de Nueva Zelanda atribuyó la falla de la campaña al apoyo público hacia la bandera original.[cita requerida]
En 2015 se hizo uno de los dos referéndums sobre el cambio de bandera, en el cual consistía en elegir entre 5 diseños para luego, competir contra la actual bandera en marzo de 2016. En el primer referéndum que fue el 20 de noviembre de 2015, salió victorioso el diseño de Kyle Lockwood versión negro, blanco y azul, que contiene el helecho plateado (en inglés: silver fern) además de la Cruz del Sur en rojo al igual que la actual bandera. En el segundo referéndum que fue desde el 3 al 24 de marzo de 2016, salió victoriosa la bandera actual.

### Argumentos a favor del cambio
Los simpatizantes del cambio argumentaban que la bandera original:
- Era muy similar y en ocasiones confundida con la bandera de Australia;
- Como una bandera británica modificada, hacía alusión a la idea de que Nueva Zelanda sigue siendo una colonia o parte del Reino Unido;
- Ignoraba el legado maorí de Nueva Zelanda y a otros grupos étnicos;
- No evocaba sentimientos emotivos y rara vez era usada por neozelandeses;
- Tenía poca conexión con la tierra;
- Tenía muchos diseños y combinaciones de colores;
- La organización de veteranos de guerra de Nueva Zelanda no apoyaba abiertamente a la bandera;
- Había sido utilizada en años recientes por grupos ultranacionalistas como el National Front.[11]

### Argumentos en contra del cambio
Los opositores del cambio argumentaban que la bandera original:
- Fue elegida por neozelandeses;
- Evocaba una respuesta emotiva en ellos;
- Representaba la historia del país como parte del Imperio británico y su localización en el hemisferio sur;
- Su diseño era colorido;
- No había bandera desafiando a la actual;
- Era la bandera por la que los neozelandeses habían luchado o muerto, y cambiarla habría sido ofensivo para los veteranos de guerra de Nueva Zelanda;
- Había representado al país por más de un siglo.

Algunos también han dicho que no es similar a la bandera de Australia como frecuentemente se dice, y que muchos países tienen banderas que son bastante similares —incluso idénticas— a las banderas de otros países. También critican las alternativas propuestas, argumentando que se centran en diseños maoríes o del Pacífico cuando la mayor parte de la herencia de Nueva Zelanda es anglosajona o celta, o el helecho plateado, el cual dicen que es el logotipo de algunos equipos deportivos del país en lugar de la propia nación. En respuesta, los simpatizantes del helecho plateado señalan que la planta en sí ha sido usada como símbolo neozelandés desde por lo menos la guerra de los bóeres (cuando aparecía en insignias militares) y ya era un emblema nacional, siendo usada en varios símbolos oficiales, incluyendo el escudo de Nueva Zelanda y la moneda de 1 dólar neozelandés.
Las últimas encuestas de opinión indican que hay una mayoría a favor de conservar la bandera actual. No existe consenso entre los proponentes de cambiar la bandera sobre cuál diseño debería reemplazarla, aunque esto no quiere decir que no haya habido propuestas reconocidas para una alternativa.
Al igual que en Australia, el debate sobre la bandera han sido separado del debate republicano — el Movimiento Republicano de Aotearoa Nueva Zelanda señala que «crear una república no requiere ningún cambio en el Tratado de Waitangi, símbolo de la pertenencia a la Mancomunidad Británica de Naciones», mientras que NZ Flag ha declarado que cambiar la bandera «no es anti-realista de ninguna forma».
Sin embargo, las opiniones con respecto a la alternativa ideal son variadas, y los proponentes del cambio sugieren que preferirían dejar la decisión final sobre la futura bandera al pueblo neozelandés.

### Diseños alternativos propuestos

Bandera del koru de Friedensreich Hundertwasser

Bandera de Kyle Lockwood

Bandera de James Dignan

Bandera propuesta con influencia de la bandera del Reino Unido

Una bandera con una larga historia como bandera alternativa de Nueva Zelanda es la bandera Koru de Friedensreich Hundertwasser, diseñada en 1983. La bandera representa una hoja de helecho desplegándose en una forma que es un patrón maorí tradicional, el koru. Esta bandera, la cual en ocasiones puede ser vista alrededor del país, tiene cierto grado de apoyo, especialmente entre grupos liberales.
Una alternativa popular a la bandera actual fue diseñada por Kyle Lockwood. Ganó la competencia de banderas de un diario de Wellington en julio de 2004 y apareció en TV One en 2005, después de ganar una votación que incluía a la bandera nacional. El helecho representa a la gente de Nueva Zelanda y las estrellas representan la localización del país. El color azul representa el océano, el rojo representa al pueblo maorí y a los sacrificios durante los tiempos de guerra, y el blanco es una referencia a la «Tierra de la gran nube blanca» (traducción del maorí Aotearoa, el nombre con el que los maoríes conocen al país).
Un diseño anterior (2001) que también ganó con la publicidad mediática fue el de James Dignan. Este diseño fue reproducido en periódicos alrededor del país en 2002, en la época del centenario de la bandera nacional, y puede haber sido un provocador para el diseño de Lockwood. La bandera combina rojo, blanco y azul y la Cruz del Sur de la bandera oficial (aunque el azul es ligeramente más claro) con el rojo, blanco y negro de la bandera Tino rangatiratanga, incorporando también el helecho plateado sobre el negro usado para representar a Nueva Zelanda en muchos contextos. Esta combinación tenía vínculos con la tradicional del Reino Unido y también con la cultura polinesia del país.

Muchos miembros de la población han tratado de proponer sus propios diseños para un cambio de bandera. Por ejemplo, diseñadores que buscan mantener vínculos evidentes con la herencia británica de Nueva Zelanda han intentado 'acuerdos honorables' que incorporan la bandera del Reino Unido hasta cierto punto. La propuesta de la bandera británica azul incorpora un koru rojo que crece a partir de la bandera europea, lo que representa el crecimiento a partir de los británicos y el legado maorí, además de la Cruz del Sur. El azul simboliza el océano Pacífico y el rojo simboliza a los maoríes. La banda blanca representa a la «gran nube blanca». El blanco y el negro se han convertido con el paso del tiempo en los colores nacionales de Nueva Zelanda.

## Otras banderas

Ejemplo de bandera roja neozelandesa utilizada por los maoríes

La bandera Tino rangatiratanga

También existe una enseña neozelandesa roja que se convirtió en la bandera oficial para los buques mercantes en 1901. Previamente se utilizaba una bandera completamente roja. La bandera roja puede ser usada en tierra en áreas maoríes o durante eventos maoríes según el Acta de Protección de Banderas, Emblemas y Nombres de 1981 en reconocimiento de la preferencia maorí por las banderas rojas. La ley neozelandesa permite la desfiguración de la bandera según las costumbres maoríes en las cuales se añaden letras mayúsculas blancas que identifican a una familia o tribu maorí particular. Por ejemplo, TAKITIMU se refiere a un grupo de tribus maoríes descendientes de la tripulación de la ancestral canoa que llevaba ese nombre. Esta bandera también sirve como guía a un concepto para banderas que representa tanto la isla Norte como la isla Sur. Hoy en día, las embarcaciones privadas y comerciales pueden elegir ostentar la bandera de Nueva Zelanda o la enseña roja de la Cruz del Sur.
Desde 1990, algunos maoríes han usado menos la enseña roja en favor de una nueva bandera que carece de connotaciones coloniales. Elegida a través de una competencia, esta bandera maorí utiliza negro para representar korekore o potencialidad, blanco para representar el Ao marama o el mundo físico de la luz y el entendimiento, rojo para representar whaiao o la luz del día (representando el logro de pleno potencial y entendimiento), y el koru, una forma semejante a un espiral, que representa el desarrollo de la nueva vida. La bandera generalmente es llamada bandera Tino rangatiratanga.
Las banderas maoríes Te Paerangi y Te Paekinga del Kīngitanga, y la más elaborada bandera de batalla Te Kooti, llevaban una «triple estrella» que algunos han sugerido representaba las tres principales islas de Aotearoa o las tres canastas del conocimiento del dios Tane. Uno de los dos himnos nacionales de Nueva Zelanda, God Defend New Zealand, incluye la línea «Guard Pacific's triple star» («Guarda la triple estrella del Pacífico») y ha habido varias especulaciones a través de los años sobre si esto era una referencia a las tres islas, o tal vez a la bandera de batalla maorí. El autor del himno, Thomas Bracken, era en parte un irlandés anticolonial.

## Otras banderas de Nueva Zelanda
Esta galería presenta otras banderas oficiales de Nueva Zelanda. Muchas de estas tienen su versión no oficial con el helecho plateado.
| Royal Standard of New Zealand |
| Estandarte Real (1962–2022)   |

| Flag of the Governor-General of New Zealand        |
| Estandarte del gobernador general de Nueva Zelanda |

| Naval Ensign of New Zealand            |
| Bandera de la Armada Real Neozelandesa |

| Civil Ensign of New Zealand |
| Pabellón Rojo               |

| Government Ensign of New Zealand for use on New Zealand Government-owned ships; note: identical to New Zealand Flag |
| Pabellón Azul para barcos gubernamentales                                                                           |

| Air Force Ensign of New Zealand                  |
| Bandera de la Real Fuerza Aérea de Nueva Zelanda |

| Maori sovereignty movement flag    |
| Tino Rangatiratanga, bandera Maorí |

| Flag of New Zealand Police             |
| Bandera de la Policía de Nueva Zelanda |

| Ensign of yacht clubs registered in New Zealand |
| Bandera del Club de Yates                       |

| Civil Air Ensign of New Zealand |
| Bandera de la Aviación Civil    |

### En inglés
- Ministerio de Cultura y Herencia - Bandera de Nueva Zelanda Archivado el 22 de mayo de 2010 en Wayback Machine.
- Sitio web oficial del Instituto de la Bandera de Nueva Zelanda
- Sitio web oficial de NZ Flag
- Nueva Zelanda y la bandera maorí
- Otras banderas neozelandesas en Flags of the World
- Propuestas de nueva bandera: Propuesta de Jason Troup, Propuesta de Kyle Lockwood

- Datos: Q160260
- Multimedia: National flag of New Zealand / Q160260